# باول ويستوود
باول ويستوود (بالإنجليزية: Paul Westwood)‏ هو عازف باس بريطاني، ولد في 1953 في إنجلترا في المملكة المتحدة.

## وصلات خارجية
- باول ويستوود على موقع ميوزك برينز (الإنجليزية)
- باول ويستوود على موقع ديسكوغز (الإنجليزية)